# Liste des noms indigènes des îles des Caraïbes

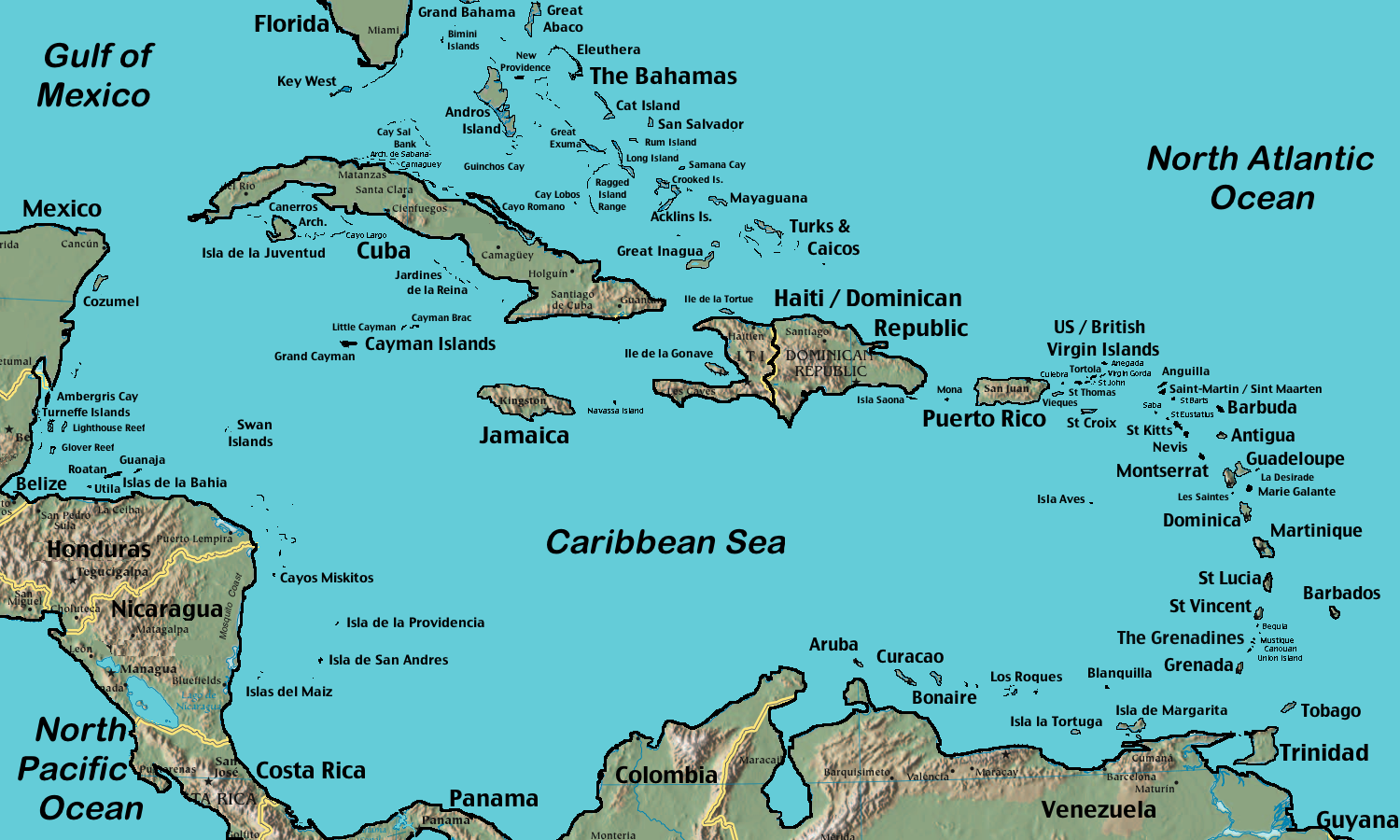

Cette liste des noms indigènes donnés aux îles des Caraïbes est une compilation des appellations amérindiennes de ces territoires durant leur peuplement, avant l'arrivée des Européens et que leur nom change à nouveau.

## Populations et migrations

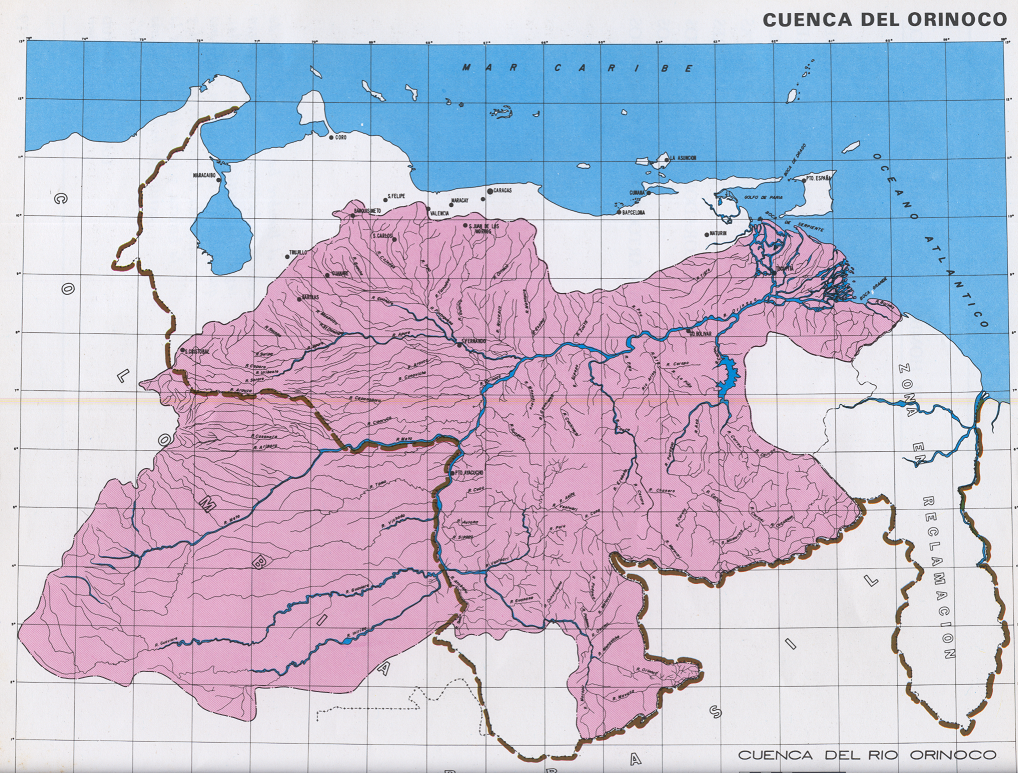
Carte du bassin de l'Orénoque.

S'agissant de la première colonisation des Petites-Antilles par les Amérindiens, celle-ci démarre de Trinité (Trinidad) il y a 5000 av. J.-C., avant l'arrivée des Européens en 1492.
Les Petites-Antilles ont été habitées par deux principaux groupes de population, ayant été contemporains de l'arrivée des Européens dans l'archipel :  les Arawaks et les Kalinago, ou Caribs. Également, des petits villages occupés par des peuples possédant une culture distincte des arawak et kalinago, se sont développés sur les plus grandes îles se situant le plus au sud. À titre d'exemple de cette situation de partage des territoires, la grande île de Trinité était partagée entre les groupes kalinago d'un côté et arawak de l'autre.

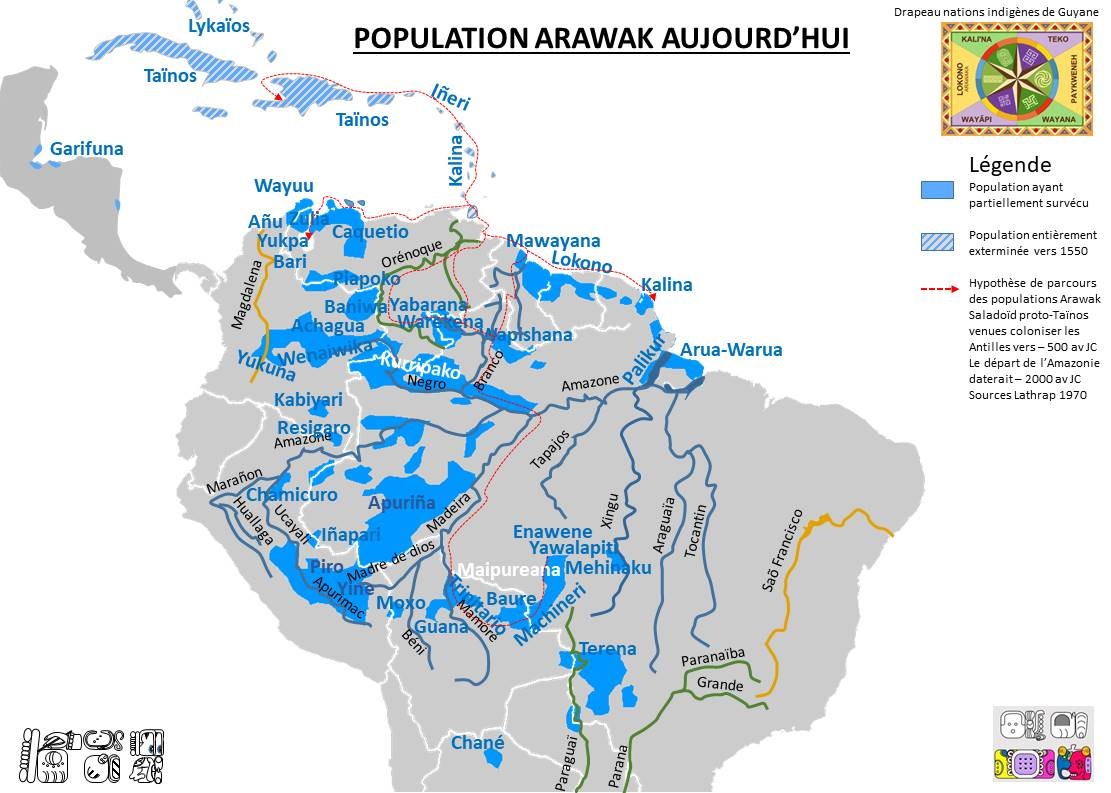
Carte localisant les migrations du peuple arawak.

Des preuves archéologiques suggèrent que les Arawaks furent les premiers à s'installer dans ces îles. Au cours d'une migration qui a débuté depuis la rivière Orénoque au Venezuela. 
Le peuple Kalinago, dont les preuves établissent qu'ils étaient coutumiers de la guerre, ont débuté une campagne de conquêtes et de déplacement des Arawaks, peu avant l'arrivée des Européens. Eux aussi, ont débuté la colonisation des Caraïbes depuis l'extrême sud de l'archipel des Petites-Antilles, pour ensuite se diriger toujours vers le nord et atteindre l'île de Saint-Christophe, au cours du XVIe siècle. Et, par conséquent, les îles du nord "frontalières" de Saint-Christophe ont eu la particularité de posséder un nom arawak tandis que les îles situées au sud en possédait un kalinago. 
Aussi, l'île de Barbade est quant-à-elle restée inhabitée jusqu'à l'installation des Européens. Mais des indices laissent toutefois suggérer que cette dernière a également été colonisée par les Kalinagos, entraînant le déplacement de la population arawak, mais qu'elle a ensuite été complètement abandonnée pour des raisons inconnues.

## Étymologies

### Îles au Vent
| Nom actuel de l'île | Nom indigène                | Origine             | Sens de l'appellation |
| ------------------- | --------------------------- | ------------------- | --- |
| Anguilla            | Malliouhana                 | Arawak              | Pointe de flèche ; Serpent de mer                                                                                               |
| Saint-Martin        | Soualiga Oualichi           | Arawak              | Terre de sel (terre riche en sel) ; Île aux belles femmes                                                                       |
| Saint-Barthélémy    | Ouanalao                    | Arawak              | Île aux iguanes |
| Saba                | Siba Amonhana               | Arawak              | Le rocher |
| Saint-Eustache      | Aloi                        | Arawak              | Île abondante en anacardiers (arbre produisant la noix de cajou)                                                                |
| Saint Croix         | Ay Ay                       | Taino               | La rivière |
| Saint-Christophe    | Liamuiga                    | Kalinago            | Terre fertile |
| Niévès              | Oualie                      | Kalinago            | Terre aux belles eaux |
| Montserrat          | Alliouagana                 | Kalinago            | Terre aux buissons épineux |
| Barbuda             | Wa'omoni                    | Kalinago            | Terre des hérons (plus largement : terre des grands oiseaux)                                                                    |
| Antigua             | Waladli                     | Kalinago            | Land of Fish Oil (sens à déterminer)                                                                                            |
| Redonda             | Ocananmanrou                | Kalinago            | Signification inconnue |
| Basse-Terre         | Karukera                    | Kalinago            | Île aux belles eaux |
| Grande-Terre        | Cibouqueira                 | Kalinago            | Île abondante en gommiers |
| Marie-Galante       | Aichi Touloukaera Aulinagan | Kalinago Arawak     | Terre abondante en piments ; Île abondante en crabes touloulou ; Terre abondante en coton                                       |
| Dominique           | Wai'tukubuli Kairi          | Kalinago Arawak     | Grande est sa taille ; Signification inconnue                                                                                   |
| Martinique          | Jouanacaeira Mantinino      | Kalinago Taïno      | Île aux iguanes nom d'une île mythique des Taïnos                                                                               |
| Saint-Lucie         | Hewanorra                   | Kalinago            | Terre de l'iguane |
| Saint-Vincent       | Hairouna                    | Kalinago            | Terre de (du) bienheureux |
| Bequia              | Becouya                     | Kalinago            | Île aux nuages (île ennuagée ?)                                                                                                 |
| Canouan             | Canouan                     | Kalinago            | Île des tortues (abondante en tortues caouanes ?)                                                                               |
| Carriacou           | Kayryouacou                 | Kalinago            | Île de caye (le terme kay, en kalinago, a donné key en anglais et caye : île basse composée de sable et de corail, en français) |
| Grenade             | Camerhogne                  | Kalinago / Galibi ? | Île aux beaux contours ? Île à la belle forme ? (traduction faite depuis l'anglais)                                             |

### Îles Sous-le-Vent
| Nom actuel de l'île | Nom indigène  | Origine            | Sens de l'appellation                                          |
| ------------------- | ------------- | ------------------ | -------------------------------------------------------------- |
| Barbade             | Ichirouganaim | Arawak             | Île rouge ; Île avec des dents blanches (référence aux récifs) |
| Tobago              | Tobago        | Kalinago / Galibi? | Île à tabac (abondante en plants de tabac ?)                   |
| Trinidad            | Kairi Iere    | Kalinago           | Terre de colibris (abondante en colibris)                      |

### Grandes Antilles
| Nom actuel de l'île                                       | Nom indigène  | Origine | Sens de l'appellation                                        |
| --------------------------------------------------------- | ------------- | ------- | ------------------------------------------------------------ |
| Hispaniola (République d'Haïti et République dominicaine) | Ayiti Kiskeya | Taïno   | Terre rugueuse ; Mère de toutes les terres                   |
| Cuba                                                      | Cobao         | Taïno   | Large île ou large endroit (grande place)                    |
| Porto Rico                                                | Borikén       | Taïno   | Terre du vaillant et noble seigneur                          |
| Jamaïque                                                  | Yamaye        | Taïno   | Terre de forêts et d'eau/Terre aux nombreuses sources d'eau. |